# Charlotte Casiraghi

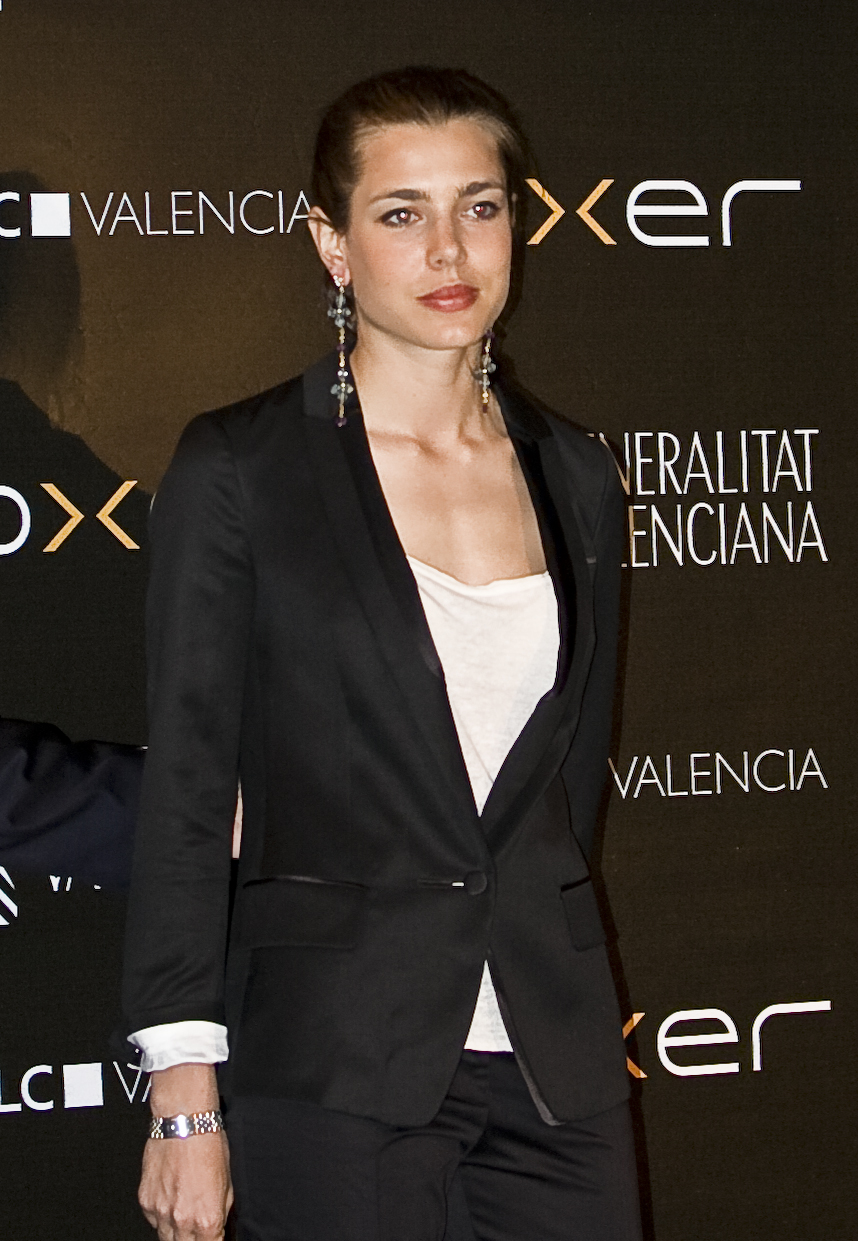
Charlotte Casiraghi

Charlotte Marie Pomeline Casiraghi (Monaco, 3 augustus 1986) is de oudste dochter van prinses Caroline van Monaco en haar tweede echtgenoot Stefano Casiraghi. Zij is een kleinkind van prins Reinier en prinses Gracia.

## Leven
Charlotte volgde de middelbare school in Parijs. Zij behaalde cum laude haar middelbareschooldiploma. Ze spreekt vier talen en haar hobby's zijn onder meer paardrijden en pianospelen.
In Parijs werd ze, vanwege haar elegante uitstraling, een mode-icoon voor jongere meisjes. Zij heeft een oudere broer, Andrea, een jongere broer Pierre, en een jonger halfzusje, prinses Alexandra, van wie zij de peettante is.
Hoewel zij zelf geen koninklijke titel voert, is ze elfde in de lijn van de Monegaskische troonsopvolging.
Charlotte kreeg in 2013 met de komiek Gad Elmaleh een zoon, Raphaël. Op 1 juni 2019 huwde ze de Franse regisseur Dimitri Rassam. Eind 2018 werd hun zoon geboren, Balthazar.